# Microstylum marudamamaiensis
Microstylum marudamamaiensis là một loài ruồi trong họ Asilidae. Microstylum marudamamaiensis được Joseph & Parui miêu tả năm 1987. Loài này phân bố ở miền Ấn Độ - Mã Lai.